# Altorricón
Altorricón è un comune spagnolo di 1 457 abitanti situato nella comunità autonoma dell'Aragona
Appartiene a una subregione denominata Frangia d'Aragona. La lingua più diffusa, è, da sempre, una varietà del catalano occidentale con chiare influenze castigliane.